# جايسون سبنسر
جايسون سبنسر (بالإنجليزية: Jason Spencer)‏ هو مساعد طبيب وسياسي أمريكي، ولد في 14 نوفمبر 1974 في الولايات المتحدة. حزبياً، نشط في الحزب الجمهوري. وقد انتخب عضو مجلس نواب جورجيا (10 يناير 2011 – 31 يوليو 2018).